# Clovis Kamzong
Clovis Kamzong Abessolo (9 oktober 1991) is een Kameroens wielrenner die etappezeges boekte en eindklassementen won in onder andere de Ronde van Kameroen en de GP Chantal Biya.

## Overwinningen
2014
4e etappe Ronde van Kameroen
Jongerenklassement Ronde van Kameroen
3e etappe GP Chantal Biya
2015
1e en 3e etappe Ronde van Kameroen
Eind- en puntenklassement Ronde van Kameroen
2e etappe GP Chantal Biya
2016
3e etappe Ronde van Kameroen
2017
2e etappe GP Chantal Biya
Eindklassement GP Chantal Biya
2018
1e etappe Ronde van Kameroen
5e etappe GP Chantal Biya
Puntenklassement GP Chantal Biya
2019
2e en 8e etappe Ronde van Kameroen
2020
4e etappe La Tropicale Amissa Bongo
2021
Eindklassement Ronde van Kameroen
2024
1e en 5e etappe Ronde van Kameroen
Eindklassement Ronde van Kameroen